# Laurent Laplante
Pour les articles homonymes, voir Laplante.
Laurent Laplante est un journaliste et écrivain québécois né le 3 mars 1934 à Verdun (Montréal) et mort le 15 mars 2017  à Lévis.

## Biographie
En décembre 1969, il est nommé par le gouvernement de Jean-Jacques Bertrand à l'office d'information et de publicité du Québec. Longtemps journaliste au journal montréalais Le Devoir, Laurent Laplante habite ensuite la ville de Québec durant plus de 30 ans.
D'abord essayiste, il s'adonne avec succès, depuis 2001, au roman policier. De 1999 à 2006, il a tenu une chronique aux éditions Cybérie.
Depuis 1989, il collaborait très activement au magazine littéraire Nuit blanche pour lequel il a signé plusieurs centaines d'articles.

### Mort
Laurent Laplante meurt le 15 mars 2017 âgé de 83 ans. Hospitalisé à Lévis, il était atteint d'un foudroyant cancer du pancréas. Il a eu recours à la Loi concernant les soins de fin de vie.

## Œuvres publiées

### Essais
- 1973 : Recherchée : justice, Montréal, Ferron éditeur.
- 1980 : Les Journalistes (en collaboration), Montréal, Québec Amérique
- 1985 : Le Suicide, Québec, Institut québécois de recherche sur la culture.
- 1988 : L'Université. Questions et défis, Québec, Institut québécois de recherche sur la culture
- 1988 : Le Vingt-quatre octobre, Québec, Beffroi.
- 1991 : La Police et les Valeurs démocratiques, Québec, Institut québécois de recherche sur la culture.
- 1992 : L'Information, un produit comme les autres?, Québec, Institut québécois de recherche sur la culture.
- 1995 : L'Angle mort de la gestion, Québec, Institut québécois de recherche sur la culture
- 1996 : Pour en finir avec l'olympisme, Montréal, Boréal.
- 1997 : La démocratie, j'aime ça !, Québec, MultiMondes.
- 1998 : La Personne immédiate, Montréal, L'Hexagone.
- 1998 : La démocratie, je la reconnais, Québec, MultiMondes.
- 1999 : La Mémoire à la barre, Montréal, Écosociété.
- 2000 : L'Utopie des droits universels : l'ONU à la lumière de Seattle, Montréal, Écosociété.
- 2000 : La démocratie, je l'apprends, Québec, MultiMondes.
- 2000 : La démocratie, je l'invente, Québec, MultiMondes.
- 2002 : Les libertés de la liberté, Québec, Anne Sigier.
- 2001 : Dixit Laurent Laplante, Ripon, Écrits des Hautes-Terres et Cybérie.
- 2003 : Les Enfants de Winston : Essai sur le jovialisme, Québec, Anne Sigier.
- 2007 : Dieu et ses fils uniques, Québec, Multimondes.
- 2008 : La démocratie, entre utopie et squatteurs, Québec, MultiMondes.
- 2009 : Par marée descendante, Québec, MultiMondes.
- 2012 : Stephen Harper, le néo-Durham, Québec, MultiMondes.
- 2014 : Élection 2014, Un vide… à combler… vite, Kindle Edition.

### Romans
- 2005 : Je n'entends plus que ton silence, Chicoutimi, JCL.

### Romans policiers
- 2001 : Des clés en trop, un doigt en moins, Québec, L'Instant même.
- 2005 : Vengeances croisées, Chicoutimi, Les Éditions JCL.

## Honneurs
- 1998 - Prix Genève-Montréal
- 2002 : Prix Saint-Pacôme du roman policier pour Des clés en trop, un doigt en moins